# Maradona (film)
Pour les articles homonymes, voir Maradona (homonymie).
Pour plus de détails, voir Fiche technique et Distribution.
Maradona (ou Maradona par Kusturica) est un film documentaire franco-espagnol réalisé par Emir Kusturica, sorti en 2008, après une avant-première au Festival de Cannes 2008, hors-compétition.
Le sujet principal du film est le joueur de football argentin Diego Maradona.
La bande originale du film a été composée par Stribor Kusturica, fils d'Emir Kusturica. Une chanson, La vida tombola, a été composée par Manu Chao spécialement pour le film.

## Fiche technique
- Titre original : Maradona, ou Maradona by Kusturica
- Réalisation et scénario : Emir Kusturica
- Photographie : Rodrigo Pulpeiro Vega
- Montage : Svetolik Mica Zajc
- Musique : Stribor Kusturica, Manu Chao
- Producteur : José Ibanez
- Société(s) de production :  Pentagrama Films, Telecinco Cinema, Wild Bunch, Fidélité Productions, Rasta Films
- Société de distribution : Wild Bunch Distribution
- Pays d’origine :  Espagne /  France
- Langues originales : anglais et espagnol
- Genre : documentaire
- Durée : 90 minutes
- Date de sortie : 2008

## Distribution
- Diego Maradona : lui-même
- Fidel Castro : lui-même
- Manu Chao : lui-même
- Hugo Chávez : lui-même
- Emir Kusturica : lui-même
- Evo Morales : lui-même
- Claudia Villafañe : elle-même
- Ernesto Cantu (voix)